# Kardżyn
Kardżyn (ros. Карджин) – wieś w Rosji, w Osetii Północnej, w rejonie kirowskim. W 2010 liczyła 3067 mieszkańców.

## Urodzeni
- Safar Dudarow - funkcjonariusz Czeki.